# Netzdurchleitung
Eine Netzdurchleitung findet statt, wenn ein Stromkunde von seinem Lieferanten über ein fremdes Stromnetz beliefert wird. Dabei zahlt der Kunde nicht nur für die gelieferte Energie, sondern auch die Kosten der Netzdurchleitung.
Dabei kommt es nicht zu einem physikalischen Transport von kundenspezifisch gelieferter elektrischer Energie, sondern um die Verrechnung von eingespeister und bezogener Energie und deren Heranziehung zur Verteilung der Netzkosten. Dazu tauschen die einzelnen Prozessteilnehmer, z. B. Energieerzeuger und Netzbetreiber, Prozessdaten aus.

Grobe Struktur eines Stromnetzes

Im Falle der sogenannten „Netzdurchleitung“ differenziert sich der Strompreis für den Kunden in den eigentlichen Energieanteil und in die Kosten der Netzdurchleitung. Die Netznutzungsentgelte für die Netzdurchleitung bzw. Netznutzung unterliegen dabei einer Preisregelung oder Preisaufsicht durch eine dafür eingesetzte Stelle (z. B. Behörde, Regulator, Kartellgericht).
Die Möglichkeit zur Netzdurchleitung wurde durch den Erlass der Richtlinie 96/92/EG des Europäischen Parlaments und des Rates betreffend gemeinsame Vorschriften für den Elektrizitätsbinnenmarkt vom 19. Dezember 1996 und deren Umsetzung in deutsches Recht geschaffen. Die rechtlichen wie organisatorischen Maßnahmen für die Umsetzung dieser Rechtslage werden bei den Energieversorgern auch als „Unbundling“ (Entflechtung) bezeichnet.